# ميها نوفاك
ميها نوفاك (بالسلوفينية: Miha Novak)‏ (24 مارس 1987 في سلوفينيا - ) هو لاعب كرة قدم سلوفيني في مركز الوسط. لعب مع نادي دومجاله.

## وصلات خارجية
- ميها نوفاك على موقع قاعدة بيانات كرة القدم.إي يو (الإنجليزية)
- ميها نوفاك على موقع Soccerway.com (الإنجليزية)